# هور المالح
هور المالح وهو أحد الأهوار في العراق يقع في ناحية المشرح سمي بهور المالح لملوحة مياهه ولأنه موسمي وقليل، يبعد الهور عن العمارة قرابة 4 كيلومتر (2.5 ميل)، ويقع شرقها. يبلغ طوله حوالي 27 كيلومتر (17 ميل) وعرضه 10 كيلومتر (6.2 ميل)، يصب في الهور عدة انهار منها الدويريج والطيب ونهر سعد، ويذكر إن تلك الأنهار لا تنفع ذلك الموقع لأنها موسمية ومنها مشاريع زراعية معطلة، تصب هذه الأنهار في بداية الموقع، وفي نهاية الموقع فهو يرتبط بهور السناف في ناحية المشرح في جسر غزيلة حيث يصرف مياه بحيرة المالح عن طريق هور السناف المرتبط بهور السودة.

## آثار
يقع قرب الهور تلول أثرية، منها تل أثري يعرف بتل أبو الذهب، والذي قد يسمى أيضاً بتل بنت الصايغ، ومجموعة تلول أخرى يطلق عليها التلول الحمر.